# Paraleurolobus
Paraleurolobus is een geslacht van halfvleugeligen (Hemiptera) uit de familie witte vliegen (Aleyrodidae), onderfamilie Aleyrodinae.
De wetenschappelijke naam van dit geslacht is voor het eerst geldig gepubliceerd door Sampson & Drews in 1941. De typesoort is Paraleurolobus imbricatus.

## Soorten
Paraleurolobus omvat de volgende soorten:
- Paraleurolobus chamaedoreae Russell, 1994
- Paraleurolobus imbricatus Sampson & Drews, 1941